# (4472) Navashin
(4472) Navashin ist ein Hauptgürtelasteroid, der am 15. Oktober 1980 von Nikolai Stepanowitsch Tschernych am Krim-Observatorium entdeckt wurde.
Der Asteroid wurde nach dem russischen Zellbiologen und Amateurastronomen Mikhail Sergeevich Navashin benannt.